# الجحادلة (قبيلة)
الجحدلي أو الجحادلة هي من قبيلة بني شعبة ينتسبون إلى : بني نفاثة بن عدي بن الدؤل بن بكر بن عبد مناة بن كنانة بن خزيمة بن مدركة بن إلياس بن مضر بن نزار بن معد بن عدنان، 
ويجتمع نسبهم مع نسب الرسول محمد عليه أفضل الصلاة والسلام في كنانة بن خزيمة
وكان يطلق عليهم في الجاهلية اسم بني نفاثة
الجحادلة من كنانة هي قبيله عريقة ومعظمها في مكة المكرمة وجنوبها وفي محافظه الليث ومجاورها
الشاعر سفر بن عايش السالمي الجحدلي يمدح فيها الجحادلة وكنانه عامه
لي شان يوم الناس كلآ في شانه
من شان ربعآ مجدها يرفع الراس
جحادلة متسلسه من كنانه
ونعم والله بالقبيله وبالساس
قومآ لها بين القبايل مكانه
شهد على تاريخها جملة الناس
اهل الفعل والحكم والفطانه
اهل المواقف شمل افخاذ واخماس
في مدحها الشاعر يترجم لسانه
شعرآ كما الياقوت والدر والماس

## النسب
الجحادلة هي من قبيلة بني شعبة ينتسبون الى : نفاثة بن عدي بن الدؤل بن بكر بن عبد مناة بن كنانة بن خزيمة بن مدركة بن إلياس بن مضر بن نزار بن معد بن عدنان
ويجتمع نسبهم مع نسب النبي محمد عليه أفضل الصلاة والسلام في كنانة بن خزيمة 
وكان يطلق عليهم في الجاهليه اسم بني نفاثة
اقرب القبائل نسباً لقبيلة الجحادلة :
1. قبائل كنانة عامتاً ومنهم : قريش و بني شعبة
2. هذيل
3. عضل

ملاحضة : 
1. بني شعبة = بني الدؤل
2. الجحادلة = بني نفاثة بن عدي بن الدؤل

## الاقسام و الافخاذ
.
تنقسم قبيلة الجحادلة الى خمسة أقسام
لان الجد الاول جحدل انجب هلي و هلي انجب سالم و محفوظ و محفوظ انجب راشد و جميل ومن هنا تتفرع أقسام و أفخاذ الجحادلة
______________________________________
أقسام قبيلة الجحادلة :

1. ال جميل نسبتاً لجدهم جميل بن محفوظ
ويلقبون بي { الجملتين }

2. ال راشد نسبتاً لجدهم راشد بن محفوظ
ويلقبون بي { ال راشد }

3. ال سالم نسبتاً لجدهم سالم بن هلي 
ويلقبون بي { السلم }

4. ال هلي نسبتاً لجدهم هلي بن جحدل             ويلقبون بي { الهله } وهم روس الجحادلة وبقي منهم عدد قليل بمسمى الهلي دخلو مع قسم السلم 
و السلم و الهله يقال لهم  {الضعفين }
5. قبيلة الهتافيه وواحدهم الهتافي
ويلقبون بي { الهتافي }            

______________________________________
أفخاذ قبيلة الجحادلة :

1.قسم الجملتين أفخاذهم  :

العليان  ( العلياني ) ومنهم :
- ال هلال
- ال علي
- ال ثابت
- ال محمد
- ال عوده
- ال خماش
- الهبله
- الحرمان
- العياسا
- النفعه
- ال سلامه

ال شين ( الشيني ) ومنهم :
- الملاوحه
- الجنادبه
- المسافره
- ال مرشد
- البحان

الجمله ( الجميلي ) ومنهم  :
- ال محارب
- المطارده
- القنازعه
- الفطيمات
- الخنافسه
- ال سالم
- ال ثعبان

_________________________
2. قسم ال راشد أفخاذهم  :

الحسنان ( الحسناني ) ومنهم :
- الدعابله
- المقاصيه
- الزنده
- المخابطه
- ال عيضه
- ال لقمان

ال منيف ( المنيفي ) ومنهم :
- ال ساطي
- ال طيلان
- الحسينات
- النمره

ال فاضل ( الفاضلي ) ومنهم :
- ال بادي
- ال مساعد
- ال عضيان
- ال مسرج
- ال حجاج
- القبوان
- العذوب
- ال موسى
- المصاريه

الهدره ( الهدري ) ومنهم :
- الرقمان
- العبادله
- الحمران
- ذوي حمود
- ذوي سليمان

الرشد ( الراشدي )

الخشنه ( الخشيني )

ال سبع  ( السبعي )

القرايف ( القريفي )
_________________________
3.قسم السلم أفخاذهم  :  
الهرشه ( الهريشي ) ومنهم :
- ال لافي
- العسوان
- ال خنيفس

الدهسه ( الدهيسي ) ومنهم :
- ال عطاف
- الرزقه
- البرصان

العفره ( العفيري )
_________________________ 
4. قسم الهله ومنهم : 
الهله ( الهلي ) ومنهم :
دخلو الهله مع قسم السلم لقلة عددهم 
واصبح مسمى السلم مع الهله ( الضغفين )
_________________________
5. قسم الهتافيه ومنهم :
الهتافيه ( الهتافي ) ومنهم :
- ال لافي
- ال عيد
- ال عالي
- المحاسبه
- ال هلال
- المصامده
- ال تكرون

_________________________

## الحدود و الديار
حدود ديار قبيلة الجحادلة  :
يحدهم من الشمال قبيلة حرب من سروم  و  مدينة بحره  و  محافضة جده
يحدهم من الشمال الشرقي قبيلة هذيل من جبال راية و ام الزله و وادي ملكان
يحدهم من الجنوب الشرقي قبيلة فهم من اعالي وادي يلملم
يحدهم من الجنوب قبيلة الاشراف من سعيا و المجيرمه
وطبعاً من الغرب البحر الاحمر
________________________________________
ديار قبيلة الجحادلة  :

ديار قبيلة الجحادلة هي بادية مكة المكرمة جنوباً ثم انتشرو و توسعو الى جنوب مكة و المحافضات التابعة لها ومنها ( المحافضات و  القرى و  الاوديه )  وهي كالأتي :

1.المحافضات : 
- محافضة مكة المكرمة
- محافضة الليث
- محافضة بحره
- محافضة الجموم

2. القرى :
- طفيل
- الدوح الكبير
- الخرقاء
- الملحاء
- البيضاء
- السعدية
- غميقه
- عواها
- الصهوه
- المريخه
- المرخه
- الجاده
- الشرفا
- الخانق
- سطاع
- الطرف
- عراد
- الضجن
- لحام

3. الاوديه : 
- وادي إدام
- وادي يلملم
- وادي حثن
- وادي إثال
- وادي السدد
- وادي الفرط
- وادي الخبيت
- وادي المسيريح
- وادي رين
- وادي ذات السرح
- وادي الاطواء
- وادي الخرقه
- وادي الخشفات
- وادي الغضاب
- وادي مرخه
- وادي المره
- وادي الميثاء
- وادي الحفاره
- وادي الشعب

## موروث القبيلة
موروث قبيلة الجحادلة  :
هم يجمعون في المناسبات ويصفون وينشدون بالأشعار   
من موروث الجحادلة :
1.المحاوره
2.المجرور
3.الرجز
4.التعشير
5.القصايد
6.الكسرات
7.المجاليسات
8.الزهم
9.المياس
10.القيفان

## شعراء القبيلة
شعراء السلم :
1. الشاعر الراحل حجيج السالمي الجحدلي
2. الشاعر الراحل حتيرش السالمي الجحدلي
3. الشاعر الراحل مانع السالمي الجحدلي
4. الشاعر الراحل حبيب السالمي الجحدلي
5. الشاعر الراحل معوض السالمي الجحدلي
6. الشاعر مسفر عايش السالمي الجحدلي
7. الشاعر سفر عايش السالمي الجحدلي
8. الشاعر سعود رزيق السالمي الجحدلي
9. الشاعر عمر مجير السالمي الجحدلي
10. الشاعر راشد طليان السالمي الجحدلي
11. الشاعر مربح حجيج السالمي الجحدلي
12. الشاعر منير لافي الهريشي الجحدلي
13. الشاعر معيض عائض الهريشي الجحدلي
14. الشاعر خميس معود العفيري الجحدلي
15. الشاعر راشد ظافر العفيري الجحدلي

شعراء الجملتين :
1. الشاعر الراحل بخشيش الشيني الجحدلي
2. الشاعر الراحل سرحان الجميلي الجحدلي
3. الشاعر الراحل عايد الجميلي الجحدلي
4. الشاعر عبدالله فليفل العلياني الجحدلي
5. الشاعر عبد العالي شغل العلياني الجحدلي
6. الشاعر شغل بن فيصل العلياني الجحدلي
7. الشعار سعود الثعباني الجميلي الجحدلي

شعراء ال راشد :
1. الشاعر الراحل مبروك المنيفي الجحدلي
2. الشاعر الراحل نوار الهدري الجحدلي
3. الشاعر صمعان محمد الحسناني الجحدلي
4. الشاعر سرور عطية الله الحسناني الجحدلي
5. الشاعر طليان زنيد الفاضلي الجحدلي
6. الشاعر محمد رده الفاضلي الجحدلي
7. الشاعر عبدالله خالد الفاضلي الجحدلي
8. الشاعر مصلح عتيق الفاضلي الجحدلي
9. الشاعر سعود المنيفي الجحدلي
10. الشاعر مخضور المنيفي الجحدلي

## قبيلة الجحادلة ماقبل الاسلام و في الاسلام     ( بني نفاثة )
كان يطلق على قبيلة الجحادلة بني نفاثة ومنهم :
1 . يعمر بن نفاثة الدؤلي سيد بني بكر بن عبد مناة في الجاهلية
2. الصحابي سلمى بن نوفل الدؤلي
3. الصحابي عويف بن الأضبط الدؤلي
4. ابؤ الأسود الدؤلي واضع علم النحو
5.الصحابي الشاعر أنس بن أسيد الدؤلي                 صاحب أصدق بيت مدح قالته العرب وهو:                     فَمَا حَمَلَتْ مِنْ نَاقَةٍ فَوْقَ                                      رَحْلِهَاأَعَفَّ وَأَوْفَى ذِمَّةً مِنْ مُحَمَّدٍ 
6. الصحابي سارية بن زنيم الدؤلي                                    الذي قال فيه عمر بن الخطاب ياسارية الجبل 

فتح مكة حرب ( بني نفاثة و خزاعة ) يوم الوتير
كانت بين بني نفاثة بن عدي بن الدئل بن بكر وبين قبيلة خزاعة حروب وأيام في الجاهلية منها يوم الوتير والذي كان سببا في فتح مكة فَتْحُ مَكَّةَ غزوة وقعت في العشرين من رمضان في العام الثامن من الهجرة (الموافق 10 يناير 630م) استطاع المسلمون من خلالها فتحَ مدينة مكة وضمَّها إلى دولتهم الإسلامية. وسببُ الغزوة هو أن قبيلةَ قريشٍ انتهكت الهدنةَ التي كانت بينها وبين المسلمين، بإعانتها لحلفائها من بني الدئل بن بكرٍ بن عبد مناةٍ بن كنانة تحديداً بطنٌ منهم يُقال لهم «بنو نفاثة» في الإغارة على قبيلة خزاعة الذين هم حلفاءُالمسلمين، فنقضت بذلك عهدَها مع المسلمين الذي سمّي بصلح الحديبية وردّاً على ذلك جَهَّزَ الرسولُ محمدٌ جيشاً قوامه عشرة آلاف مقاتل لفتح مكة وتحرَّك الجيشُ حتى وصل مكة فدخلها سلماً دُون قتالإلا ما كان من جهة القائد المسلم خالد بن الوليد إذ حاول بعضُ رجال قريش بقيادة عكرمة بن أبي جهل التصديَ للمسلمين فقاتلهم خالدٌ وقَتَلَ منهم اثني عشر رجلاً وفرَّ الباقون منهم،وقُتل من المسلمين رجلان اثنان و أستحلالنبي صلى الله عليه وسلم دماء بني الدئل فقط من بني بكر للخزاعيين ليشفي الله غيظ قلوبهم أما بني ليث وبني ضمرة فكانوا مسلمين وكانوا ضمن جيش الفتح من بني بكر صحابة كثر أشهرهم أبو ذر الغفاري وأبو واقد الليثي ومنهم تابعون شهيرون كأبي الأسود الدؤلي

## وصلات خارجية
- قبيلة كنانة
- قبيلة بني شعبة